# 物流及供應鏈多元技術研發中心
物流及供應鏈多元技術研發中心(英語：Logistics and Supply Chain MultiTech R&D Centre，簡稱LSCM)，是香港特別行政區政府創新及科技基金撥款資助，並由香港大學、香港中文大學和香港科技大學協辦的科研機構。中心與政府、學術界合作，根據業界的需要研發創新技術及推動技術應用以提升業界包括中小企業的生產力及社區服務的效率。

## 歷史及簡介
物流及供應鏈管理應用技術研發中心（The Hong Kong R&D Centre for Logistics and Supply Chain Management Enabling Technologies）於2006年成立，2018年5月更名為「物流及供應鏈多元技術研發中心」，中心促進物流及供應鏈相關行業發展的研發項目以協助香港成為國際智慧城市，以提升物流及供應鏈管理、電子商貿、人工智能的技術能力，例如：專門為物流及供應鏈管理而設計的自動化解決方案、先進的機械人技術，以及為中醫院而設計的AIoT中藥配送系統等，旨在解決香港物流及供應鏈管理及其他行業遇到的困難。
2021年，為支援香港政府的香港2019冠狀病毒病疫苗接種計劃，中心與香港理工大學研發的電子鎖(E-lock)系統及實時疫苗庫存管理及現場控制系統於計劃中之應用，以確保疫苗運送的保安並提供實時及可追蹤的資訊，協助相關部門管理疫苗的庫存、運送，以致整個疫苗接種計劃的安排。

## 外部連結
- 物流及供應鏈多元技術研發中心 （页面存档备份，存于）
- 物流及供應鏈多元技術研發中心的Youtube頻道